# Stephan Walrave
Stephan Walrave (* unbekannt; † unbekannt) war Abt des Klosters Liesborn von 1462 bis 1464 und der letzte Abt vor dem Beitritt des Klosters zur Bursfelder Kongregation.

## Leben
Stephan Walrave entstammte der adeligen Familie von Walrave und ist seit 1450 als Mönch im Kloster bezeugt. Seine Wahl wurde vom Münsteraner Bischof Walram von Moers nicht bestätigt, er agierte nichtsdestotrotz im Namen des Klosters, etwa bei der Entgegennahme von Hörigen 1462. Es gelang ihm nicht, die Klosterzucht und die mönchische Disziplin zur Zufriedenheit des Bischofs wiederherzustellen. Er und andere Mönche aus dem Kloster betrieben Geldgeschäfte, waren dem Kloster oft abwesend und wirtschafteten in Eigenregie. Er wurde bereits 1464 durch Walram von Moers abgesetzt, der eine Reform des Klosters anstrebte und Heinrich von Kleve als neuen Abt einsetzte. Stephan Walrave und weitere Mönche mussten das Kloster verlassen, erhielten im Gegenzug jedoch großzügige Renten sowie teilweise einmalige Geldzahlungen.